# فرار آزاد (فیلم ۱۹۶۴)
فرار آزاد (به فرانسوی: Échappement libre‎ , ایتالیایی: Scappamento aperto، به اسپانیایی: A escape libre‎) یک فیلم سینمایی جنایی فرانسوی به کارگردانی ژان بکر محصول سال ۱۹۶۴ با بازی ژان-پل بلموندو و جین سیبرگ برای اولین بار بعد از فیلم ازنفس‌افتاده (۱۹۶۰) در این فیلم با هم همبازی می‌شوند.

## داستان
یک سازمان جنایتکارانه ۱۰٫۰۰۰ دلار به یک پاریسی به نام دیوید پیشنهاد می‌دهد تا یک ماشین را به اروپا منتقل کند. آنها در این مورد به او کم می‌گویند با این تفاوت که مواد مخدر در آن دخیل نیستند. یک عکاس بنام اولگا، او را همراهی می‌کند.
دیوید کشف می‌کند که قاچاق طلا دارد. این دو به بیروت و سپس دمشق سفر می‌کنند. آنها عاشق می‌شوند و دیوید طلاها را برای خودش می‌خواهد.

## بازیگران
- ژان-پل بلموندو در نقش دیوید لادیسلاس
- جین سیبرگ در نقش اولگا سلان
- انریکو ماریا سالرنو در نقش ماریو
- گرت فروبه در نقش فرمن
- رناته ایورت
- ژان-پیر ماریل در نقش ون هود
- دیانا لوریس در نقش روزتا
- فرناندو ری در نقش پلیس لبنانی
- ولفگانگ پرایس در نقش گرنر
- میشل بون در نقش دانیل
- روبرتو کاماردیل در نقش استفانیدس
- فرناندو سانچو در نقش یلماز
- جاکومو فوریا در نقش نینو
- خوزه ماریا کافارل

## تولید
این فیلم توسط همان تیمی ساخته شده‌است که پوست موز (فیلم ۱۹۶۳) را تولید کرده بود.
قرار بود در این فیلم ژان-لویی ترنتینیان بازی کند اما او کناره‌گیری کرد و بلموندو جایگزین او شد.
فیلمبرداری از ۱۰ فوریه تا ۷ آوریل ۱۹۶۴ انجام شد. کوستا گاوراس دستیار کارگردان بود.
این فیلم نوزدهمین فیلم محبوب در گیشه فرانسه در سال ۱۹۶۴ بود.